# Campos Verdes
Campos Verdes es un municipio brasileño del estado de Goiás, que ocupa una extensión de 441,645 km², y está localizado en el valle del río São Patrício, en la sierra central al norte del estado. El municipio se sitúa entre las cuencas hidrográficas de los ríos dos Bois y do Peixe. Según el censo de 2010 tenía 5020 habitantes.

## Historia

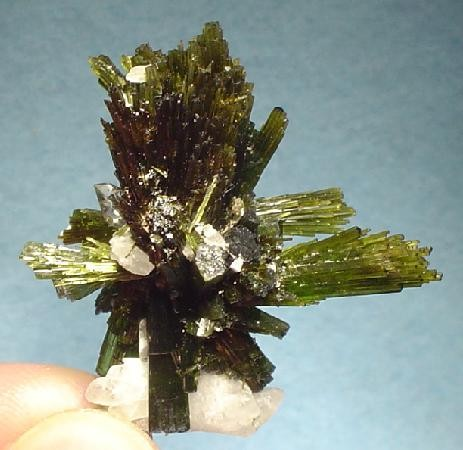
Mineral extraído de las minas de Campos Verdes.

En marzo de 1981  fue descubierta una veta con depósitos de esmeraldas durante la construcción de una carretera en la región de Porangatu, en el norte de Goiás.
Esta mina fue considerada una de las mayores del mundo según los datos del Departamento Nacional de Producción Mineral (DNPM) de Goiás.
Los primeros pobladores fueron llegando atraídos por la mina, formando el pueblo llamado Garimpo, perteneciente entonces al municipio de Santa Terezinha de Goiás.
Estos pobladores mineros provenían principalmente de las otras zonas mineras del país: Bahía y Minas Gerais.

### Crecimiento
La rápida aglomeración de personas junto a la falta de infraestructuras fueron los problemas iniciales. Se vivía en instalaciones precarias, sin suministro de energía eléctrica y con miedo a la violencia e incluso a la policía, cuyas prácticas también eran consideradas violentas.
En 1984 se hizo la primera organización territorial, se usó como referencia la avenida Esmeraldas para formar dos regiones distintas: la denominada Trecho, en donde estaban las minas, y la denominada Loteada en donde se ubicaron las casas y los comercios. Mientras que la región de casas se consideró una zona habitada por la clase social medio-alta (dueños de minas, comerciantes, políticos, etc.), la región de la mina fue una zona de calles que terminaban en los accesos a las minas, que comprendía la población relacionada directamente con el trabajo (mineros, excavadores, maquinistas, etc.)
El 30 de diciembre de 1987 el poblado fue elevado a la categoría de municipio bajo el nombre de Campos Verdes, tras un plebisticio de independencia del municipio de Santa Terezinha, en donde se obtuvo el 90 % de los votos a favor. Es esa fecha, el reciente municipio de Campos Verdes contaba ya con cerca de veintisiete mil habitantes.
El nuevo nombre, debido a las minas de esmeraldas y en homenaje al verde de estas, fue sugerido por su primer alcalde, el también primer médico local Virmondes Vieira Machado.

### Declive
El auge de la producción de esmeraldas se produjo en 1988, cuando fueron extraídas 24,8 Tn brutas, reportando unas ventas de nueve millones de dólares. Desde entonces, la calidad del producto disminuyó de tal modo que en el año 2000, pese a haber extraído 25 toneladas, su valor bruto apenas fue de 898 000 dólares. Hasta el año 2000 se extrajeron oficialmente 534,1 Tn de esmeraldas.
El 15 de marzo de 2006 se anularon todas las licencias de extracción concedidas entre el 1 de diciembre de 1996 y el 1 de diciembre de 2005, para que en un plazo de sesenta días los propietarios de las excavaciones se ajustasen a las nuevas normativas. Tras eso solo cinco explotaciones permanecieron activas, generando desempleo y emigración de la población. En marzo de 2011 solo una de las minas mantenía su actividad.

## Población
| Año  | Población | Notas    |
| ---- | --------- | -------- |
| 1987 | 27 000    | Estimado |
| 1991 | 16 648    | Censo    |
| 1996 | 12 875    | Censo    |
| 2000 | 8057      | Censo    |
| 2007 | 6331      | Censo    |
| 2010 | 5020      | Censo    |
| 2016 | 3631      | Estimado |

| Gráfica de evolución demográfica de Campos Verdes entre 1987 y 2016 |
|                                                                     |

| Hombres | Edad  | Mujeres |
| ------- | ----- | ------- |
| 19      | 85+   | 15      |
| 18      | 80-84 | 17      |
| 39      | 75-79 | 28      |
| 61      | 70-74 | 51      |
| 81      | 65-69 | 64      |
| 100     | 60-64 | 104     |
| 146     | 55-59 | 117     |
| 155     | 50-54 | 151     |
| 191     | 45-49 | 173     |
| 179     | 40-44 | 198     |
| 192     | 35-39 | 175     |
| 161     | 30-34 | 174     |
| 182     | 25-29 | 165     |
| 202     | 20-24 | 189     |
| 264     | 15-19 | 232     |
| 238     | 10-14 | 248     |
| 182     | 5-9   | 181     |
| 161     | 0-4   | 167     |

## Política
Tras la fundación como municipio independiente, el día 1 de enero de 1989 fue elegido como primer alcalde para el período 1989-1992 el médico local Virmondes Vieira Machado, y miembro del Partido del Movimento Democrático Brasileiro (PMDB).
En 1993 ocupó el cargo José Gomes da Silva, presidente de la Cooperativa dos Garimpeiros, que a los pocos días de su reforma administrativa ya tenía manifestaciones en contra. Fue finalmente cesado por irregularidades en 1994, siendo sustituido por el vicealcalde José Eduardo da Silva Neto. Pese al cambio, los conflictos se mantenían y las acusaciones de crimen electoral afectaron también al alcalde suplente, por lo que se optó el 8 de noviembre de 1995 por renovar la alcaldía con Adolfo Bezerra al frente, que había quedado en segunda posición en las elecciones de 1992. Este último fue también cesado por desviación de capitales, por lo que en diciembre de 1996, en medio de todos los conflictos por las irregularidades y disputas electorales, el entonces vicealcalde José Ribeiro Camelo toma control de la alcaldía durante doce días, hasta las nuevas elecciones para la legislatura de 1997-2000, que fue ganada por Hyllo Marques Pereira, siendo el sexto alcalde en menos de diez años.
En 1996 se presentan a las elecciones Hyllo Marques y Haroldo Naves, ganando Hyllo Marques, y en la reelección en el año 2000 ganando Haroldo Naves, que además fue premiado en 2002 con el título de Premio Alcalde Emprendedor por su programa de desarrollo sostenible.
| Período   | Alcalde                    | Partido | Comentario                                         | Ref.        |
| --------- | -------------------------- | ------- | -------------------------------------------------- | ----------- |
| 1989-1992 | Virmondes Vieira Machado   | PMDB    | Primera alcaldía                                   | [ 8 ]       |
| 1993-1996 | José Gomes da Silva        | CG      | Cesado por irregularidades el 7 de octubre de 1994 | [ 8 ]       |
| 1993-1996 | José Eduardo da Silva Neto | CG      | Cesado el 8 de noviembre de 1995                   | [ 8 ]       |
| 1993-1996 | Adolfo Bezerra             |         | Cesado en diciembre de 1996                        | [ 8 ]       |
| 1993-1996 | José Ribeiro Camelo        |         | Doce días de mandato                               | [ 8 ]       |
| 1997-2000 | Hyllo Marques Pereira      |         |                                                    | [ 8 ]       |
| 2001-2004 | Haroldo Naves Soares       | PMDB    |                                                    | [ 8 ]       |
| 2005-2008 | Noé Afonso Filho           | PMDB    |                                                    | [ 8 ]       |
| 2009-2012 | Noé Afonso Filho           | PMDB    | Reelegido                                          | [ 8 ]       |
| 2013-2016 | Vilmar José Correa         | DEM     |                                                    | [ 8 ]       |
| 2017-2020 | Haroldo Naves Soares       | PMDB    |                                                    | [ 2 ] [ 3 ] |